# Ivan Asen III.
Ivan Asen III.  (bolgarsko Иван Асен III, tudi Йоан Асен III, Joan Asen III) je bil leta 1279-1280 bolgarski car, * 1259/1260, † 1303.
Bil je sin carja Mica Asena in Marije Bolgarske, hčerke Ivana Asena II. in Irene Solunske.  Umrl je v izgnanstvu leta 1303. 
Bizantinski cesar Mihael VIII. Paleolog je v strahu zaradi hitrega uspeha bolgarskega cesarja  Ivajla pozval na svoj dvor Ivana Asena, mu podelil naslov despota in ga leta 1277 ali 1278  poročil s svojo najstarejšo hčerko Ireno Paleologino. Po poroki je v Bolgarijo poslal več svojih vojsk z nalogo, da Ivanu Asenu III. omogočijo zasedbo bolgarskega prestola.  
Ivajlo je porazil več njegovih vojsk, potem pa so ga v Drăstărju (Silistra) blokirali in tri mesece oblegali bizantinski zavezniki Mongoli. Istočasno so Bizantinci oblegali bolgarsko prestolnico Trnovo. Ko so se med obleganci razširile govorice, da je Ivaljo v bitki padel, se je lokalno plemstvo vdalo in leta 1279 sprejelo Ivana Asena III. za svojega cesarja.
Ivan Asen III. je svoj položaj v Trnovem utrdil s poroko svoje sestre Marije z bolgarsko-kumanskim plemičem Jurijem Terterjem, oblasti nad celim cesarstvom pa mu ni uspelo vzpostaviti. Ivaljo se je ponovno pojavil pred tărnovskim obzidjem in odbil dve bizantinski vojski, ki sta prihajali na pomoč oblegancem. Ivan Asen III. in Irena Paleologina sta v strahu pred Ivajlovo zmago skrivaj pobegnila iz obleganega mesta. S seboj sta odnesla dvorno zakladnico, vključno z dragocenostmi, ki so jih Bolgari v prejšnjih bitkah zaplenili Bizantincem. Iz Mesembrije (Nesebăr) sta odplula v Konstantinopel. Mihaela VIII. je njuna strahopetnost razbesnila in ju nekaj dni ni želel sprejeti.
Ivan Asen III. je leta 1280 ali 1281 odpotoval v Zlato hordo, kjer je z Ivajlom tekmoval za mongolsko  podporo za vrnitev na bolgarski prestol. Mongolski kan Nogaj je Ivajla umoril,  Ivana Asena III. pa ni podprl. Ivan Asen III. se je vrnil na svoje družinske  posesti v Troas (Biga Yarımadası,  Mala Azija, Turčija), kjer je leta 1303 umrl.

## Družina
Ivan Asen III. in Irena Paleologina sta imela osem otrok:
- Marijo Asenino Paleologino (1287-1314),[2] poročeno z Rogerijem Florskim,
- Teodoro Asenino Paleologino, poročena z bizantinskim poveljnikom Manuelom Tagarisom,[3][4]
- Mihaela Asena, naslovnega bolgarskega carja (1302/1303),
- Andronika Asena, morejskega despota,
- Izaka Asena,[5]
- Konstantina Asena, katerega sin Andrej Asen je bil okoli 1346/1351 guverner Lesbosa,[5][6]

- Manuela Asena,
- Ano.

V Bizantinskem cesarstvu sta postala prednika velike in vplivne bizantinske družine Asen, ki je do konca cesarstva sredi 15. stoletja zasedala različne dvorne in deželne položaje. Irena Asenina, hčerka njunega sina Andronika Asena, je bila poročena s cesarjem Ivanom VI. Kantakuzenom. Preko njune hčerke Helene, poročene z Ivanom V. Paleologom, sta postala prednika kasnejših bizantinskih cesarjev iz dinastije Paleologov.

## Vir
- John V.A. Fine, ml.. The Late Medieval Balkans, Ann Arbor, 1987.

| Ivan Asen III. Dinastija Asen Rojen: 1259/1260 Umrl: 1303 |                         |                            |
| Vladarski nazivi                                          |                         |                            |
| Predhodnik: Ivajlo                                        | Bolgarski car 1279–1280 | Naslednik: Jurij I. Terter |

1. ↑  http://genealogy.euweb.cz/balkan/balkan9.html
2. ↑  Maria Asanina.
3. ↑  Trapp, Erich (1991). "Tagaris". V Kazhdan, Alexander P. The Oxford Dictionary of Byzantium. New York and Oxford: Oxford University Press. str. 2006. ISBN 978-0-19-504652-6.
4. ↑  Guilland, Rodolphe (1967). Le Stratopédarque et le Grand statopédarque. Recherches sur les institutions byzantinesv, Tome I (v francoščini). Berlin: Akademie-Verlag. str. 507.
5. 1 2  The house of Aseniden Arhivirano 2017-06-08 na Wayback Machine..
6. ↑   V.Laurent. Légendes sigillographiques et familles byzantines (deuxième article). 1932. str. 180.